# ジェームズ・ライアン
ジェームズ・ライアン（James Ryan、1996年7月24日 - ）は、ユナイテッド・ラグビー・チャンピオンシップ、レンスターに所属するラグビーユニオン選手。

## プロフィール
- アイルランド・ブラックロック出身。
- ポジションはロック(LO)。
- 身長 203cm、体重 106kg
- U20アイルランド代表の主将を務めたことがある[1]。
- アイルランド代表キャップは47（2022年12月現在）でラグビーワールドカップ2019のアイルランド代表に選ばれた[2]。

## 略歴
2017年、レンスターに加入。 